# Championnat du Japon de sport-prototypes 1987
Navigation
Édition précédente Édition suivante
Le Championnat du Japon de sport-prototypes 1987 est la 5e saison du Championnat du Japon de sport-prototypes. Il s'est couru du 12 avril 1987 au 29 novembre 1987, comprenant six épreuves courses.

## Calendrier
| Manche | Course                        | Circuit | Participants | Date         |
| ------ | ----------------------------- | ------- | ------------ | ------------ |
| 1      | International Suzuka 500 km   | Suzuka  | 25           | 12 avril     |
| 2      | All Japan Fuji 1 000 km       | Fuji    | 24           | 3 mai        |
| 3      | All Japan Fuji 500 Miles      | Fuji    | 27           | 19 juillet   |
| 4      | International Suzuka 1 000 km | Suzuka  | 31           | 23 août      |
| 5      | 1 000 km de Fuji              | Fuji    | 38           | 27 septembre |
| 6      | All Japan 500 km de Fuji      | Fuji    | 29           | 29 novembre  |

## Résultats de la saison

### Courses
| Manche | Circuit | Équipe vainqueur                         | Résultats |
| Manche | Circuit | Pilote vainqueur                         | Résultats |
| ------ | ------- | ---------------------------------------- | --------- |
| 1      | Suzuka  | FromA Racing Team                        | Résultats |
| 1      | Suzuka  | Hideki Okada Mike Thackwell              | Résultats |
| 2      | Fuji    | Toyota Team TOM'S                        | Résultats |
| 2      | Fuji    | Masanori Sekiya Alan Jones Geoff Lees    | Résultats |
| 3      | Fuji    | Alpha Nova                               | Résultats |
| 3      | Fuji    | Kunimitsu Takahashi Kenny Acheson        | Résultats |
| 4      | Suzuka  | Toyota Team TOM'S                        | Résultats |
| 4      | Suzuka  | Masanori Sekiya Hitoshi Ogawa Geoff Lees | Résultats |
| 5      | Fuji    | Silk Cut Jaguar                          | Résultats |
| 5      | Fuji    | Jan Lammers John Watson                  | Résultats |
| 6      | Fuji    | Alpha Nova                               | Résultats |
| 6      | Fuji    | Kunimitsu Takahashi Kenny Acheson        | Résultats |

## Classements

### Attribution des points
| Système des points | Système des points | Système des points | Système des points | Système des points | Système des points | Système des points | Système des points | Système des points | Système des points | Système des points | Système des points |
| Position           | 1er                | 2e                 | 3e                 | 4e                 | 5e                 | 6e                 | 7e                 | 8e                 | 9e                 | 10e                | Au-delà            |
| ------------------ | ------------------ | ------------------ | ------------------ | ------------------ | ------------------ | ------------------ | ------------------ | ------------------ | ------------------ | ------------------ | ------------------ |
| Points             | 20                 | 15                 | 12                 | 10                 | 8                  | 6                  | 4                  | 3                  | 2                  | 1                  | 0                  |

### Championnat des pilotes

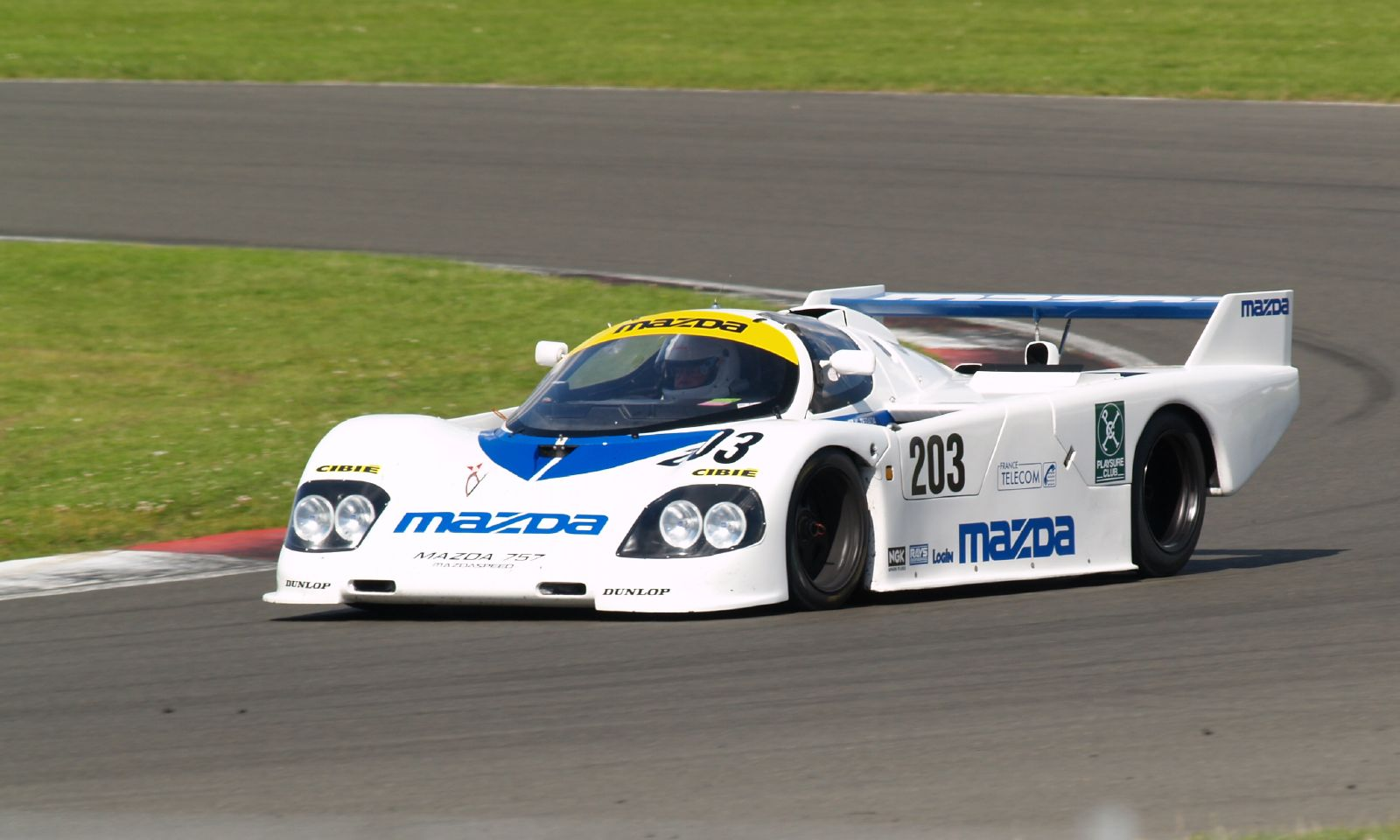
La Mazda 757 de l'écurie Mazdaspeed ayant participé au Championnat du Japon de sport-prototypes 1987

| Pos. | Pilote              | Voiture      | SUZ | FUJ | FUJ | SUZ | FUJ | FUJ | Total |
| ---- | ------------------- | ------------ | --- | --- | --- | --- | --- | --- | ----- |
| 1    | Kunimitsu Takahashi | Porsche 962C | 2   | 3   | 1   | 3   | 10  | 1   | 59    |
| 2    | Kenny Acheson       | Porsche 962C | 2   | 3   | 1   | 3   | 10  | 1   | 59    |
| 3    | Geoff Lees          | Toyota 87C   | 3   | 1   | NC  | 1   | Ab. | Ab. | 52    |
| 4    | Hideki Okada        | Porsche 962C | 1   | 5   | Ab. | 2   | 8   | 9   | 46    |
| 5    | Masanori Sekiya     | Toyota 87C   | DNS | 1   | NC  | 1   | DNS | Ab. | 40    |
| 6    | Vern Schuppan       | Porsche 962C | 9   | 2   | 2   | Ab. | 9   | 3   | 36.5  |
| 7    | Keiichi Suzuki      | Porsche 962C | 9   | 2   | 2   | Ab. | 9   | 3   | 36.5  |
| 8    | Mike Thackwell      | Porsche 962C | 1   |     |     |     | 3   |     | 32    |
| 9    | Kris Nissen         | Porsche 962C | 4   | 6   | 4   | 4   | Ab. | 15  | 31    |
| 10   | Volker Weidler      | Porsche 962C | 4   | 6   | 4   | 4   | Ab. |     | 31    |

| Couleur | Résultat                     |
| ------- | ---------------------------- |
| Or      | Vainqueur                    |
| Argent  | 2e place                     |
| Bronze  | 3e place                     |
| Vert    | Terminé, dans les points     |
| Bleu    | Terminé, pas dans les points |
| Violet  | Abandon (Ab.) ou (Ret)       |
| Violet  | Non classé (NC)              |
| Rouge   | Pas qualifié (DNQ)           |
| Noir    | Disqualifié (DSQ)            |
| Blanc   | Pas au départ (DNS)          |
| Blanc   | Forfait (WD)                 |
| Blanc   | N'a pas participé (DNP)      |
| Blanc   | Blessé (INJ)                 |
| Blanc   | Exclu (EX)                   |
| Blanc   | Course annulée (C)           |

### Championnat des constructeurs

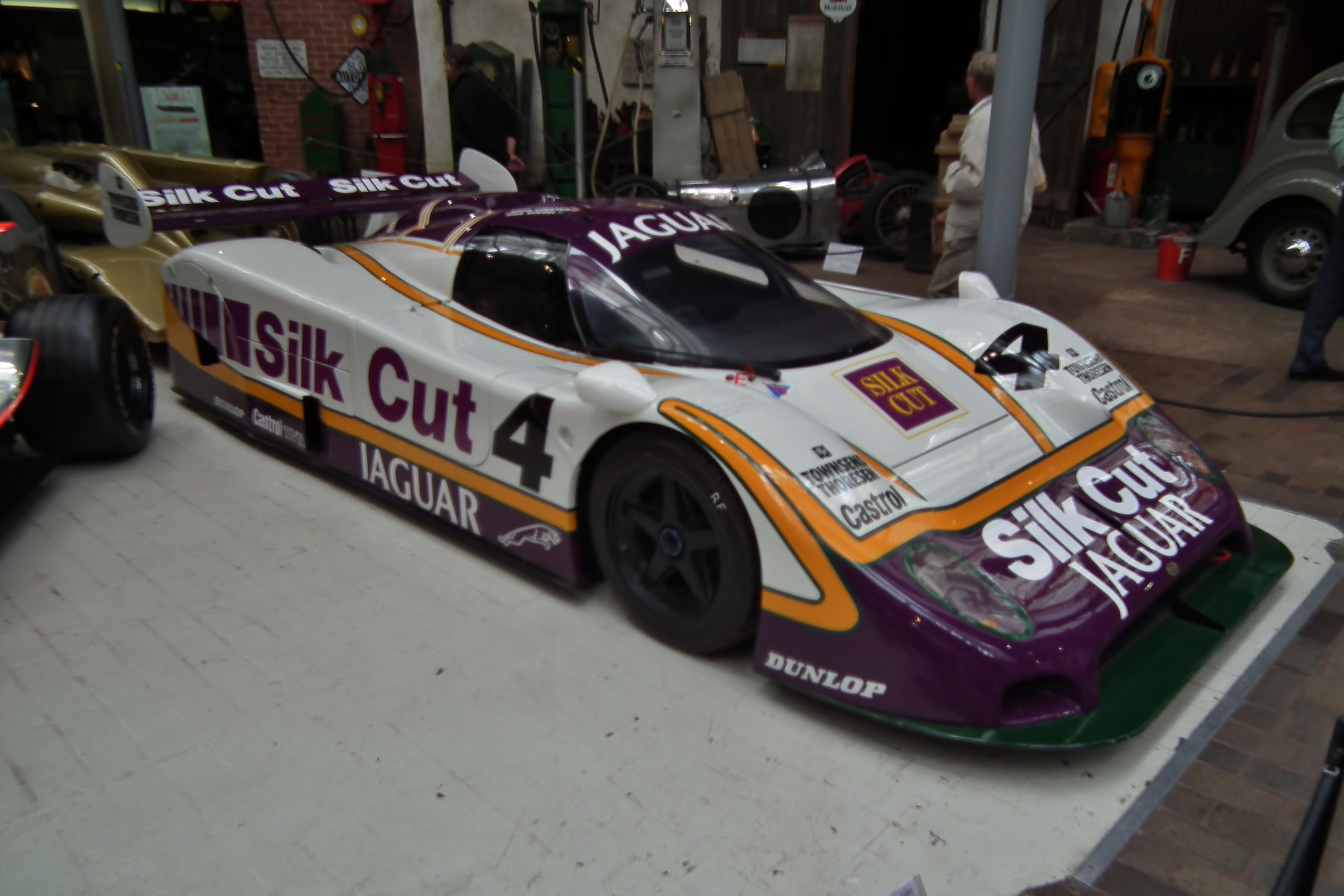
La Jaguar XJR-8 de l'écurie Silk Cut Jaguar pilotée par Jan Lammers et John Watson ayant remporté les 1 000 kilomètres de Fuji

| Pos. | Constructeur   | SUZ | FUJ | FUJ | SUZ | FUJ | FUJ | Total |
| ---- | -------------- | --- | --- | --- | --- | --- | --- | ----- |
| 1    | Porsche        | 1   | 2   | 1   | 2   | 3   | 1   | 70    |
| 2    | Toyota         | 3   | 1   | NC  | 1   | Ab. | Ab. | 52    |
| 3    | Mazda          | 5   | 4   | 6   | 5   | 7   | 5   | 34    |
| 4    | March / Nissan | 8   | 8   | Ab. | 6   | 13  | 4   | 22    |
| 5    | Jaguar         |     |     |     |     | 1   |     | 20    |
| 6    | LM / Toyota    | 20  | 7   | 10  | 7   | 21  | Ab. | 8.5   |
| 7    | Tom's / Toyota |     | Ab. | 5   | 8   | Ab. | 10  | 8     |
| 8    | Dome / Toyota  | 10  | Ab. | 3   | Ab. | Ab. | Ab. | 7     |
| 9    | SARD / Toyota  | Ab. | Ab. | 9   | 9   | 13  | 7   | 7     |

| Couleur | Résultat                     |
| ------- | ---------------------------- |
| Or      | Vainqueur                    |
| Argent  | 2e place                     |
| Bronze  | 3e place                     |
| Vert    | Terminé, dans les points     |
| Bleu    | Terminé, pas dans les points |
| Violet  | Abandon (Ab.) ou (Ret)       |
| Violet  | Non classé (NC)              |
| Rouge   | Pas qualifié (DNQ)           |
| Noir    | Disqualifié (DSQ)            |
| Blanc   | Pas au départ (DNS)          |
| Blanc   | Forfait (WD)                 |
| Blanc   | N'a pas participé (DNP)      |
| Blanc   | Blessé (INJ)                 |
| Blanc   | Exclu (EX)                   |
| Blanc   | Course annulée (C)           |